# 金田敬
金田 敬（かねだ さとし、1963年 - ）は、日本の映画監督。大阪府豊中市生まれ。
大阪芸術大学舞台芸術学科を卒業し、中村幻児が主催するUプロダクションへ助監督として参加する。後に制作会社フィルムキッズに転じ、主に廣木隆一や石川均の作品に多く関わる。1991年にエクセスフィルムより監督としてデビューし、その年のピンク映画大賞・新人監督賞を受賞した。

## 主な監督作品
- 若奥様狩り 性感帯をなぶれ!
- ヤンキー愚連隊 なんぼのもんじゃい! 2
- ドトウの笹口組
- 風俗の鉄人
- 風俗の鉄人2 素股天国★制服天国
- 強請
- ワル 外伝
- 裏ゼニ学 法の穴商売
- 裏ゼニ学2 なにわマルキン法廷
- Pな彼女 天使の休息
- 稲川淳二のあなたの隣の怖い話 春の怪
- 稲川淳二のあなたの隣の怖い話 冬の怪
- 金粉蝶 羽ばたいてご開帳
- ザ代紋3
- ザ代紋4 覇王継承
- サドルの女
- 愛の言霊
- 愛の言霊 世界の果てまで
- 純情
- 青いうた〜のど自慢 青春編〜
- 馬場徹 プライベートジャーニー（プサン・ソウル・テグ編）
- 春琴抄
- 団鬼六 異常の季節
- 団鬼六 楽園
- エッチを狙え! イヌネコ。
- アンダンテ 〜稲の旋律〜（2010年1月23日公開）
- 奴隷船
- 男の知らない女の体 妻の本音
- 富士見二丁目交響楽団シリーズ 寒冷前線コンダクター
- 農家の嫁35歳 スカートの風（2012年6月16日公開）
- 愛の果実（2014年11月29日公開）
- 劇場版 びったれ!!!
- 別れた女房の恋人（2016年1月28日公開）
- DOLL  永遠少女
- 校庭に東風吹いて（2016年9月17日公開）

## 主な脚本作品
- 官能小説夫人 人妻・秘密の告白
- さすらいのトラブルバスター（脚本協力）
- デコトラパチンカー 恋の連チャン大暴走
- デコトラパチンカー ヒットマンに確変の花束を
- のぞき屋稼業4 外伝
- Zerowoman 危ない遊戯（共作）
- Pな彼女 第五シリーズ（共作）
- 大阪極道戦争シャブ極道 暴発編（共作）
- 奴隷船（共作）
- いつもより素敵な夜に（共作）
- 富士見二丁目交響楽団シリーズ寒冷前線コンダクター（共作）
- ピンク♥レディ 女はそれを我慢できない
- ベイブルース 25歳と364日